# Якубов, Илья Фомич
Илья́ Фоми́ч Яку́бов (6 июля 1919 — 18 сентября 1947) — советский лётчик-ас, лётчик-испытатель Лётно-исследовательского института, Герой Советского Союза (1943), участник Великой Отечественной войны в должности заместителя командира авиационной эскадрильи 653-го истребительного авиационного полка 274-й истребительной авиационной дивизии 1-го истребительного авиационного корпуса 3-й воздушной армии Калининского фронта.

## Биография
Илья Фомич Якубов родился 6 июля 1919 года в деревне Новоселье Смоленской губернии (ныне — в Монастырщинском районе, Смоленская область). Учился в Смоленском техникуме связи. Окончил аэроклуб Смоленска, был в нём летчиком-инструктором. В армию призван в декабре 1939 года. В 1940 году окончил Одесскую школу пилотов и в феврале 1942 года получил назначение в 653-й истребительный авиационный полк на Калининском фронте в звании лейтенанта.
За первый год пребывания на фронте выполнил 68 боевых вылетов и сбил 10 самолётов противника в 23-х боях. В марте 1943 года полк получил наименование 65-й гвардейский. Затем он был отозван с фронта и до конца войны работал лётчиком-испытателем. За годы Великой Отечественной войны Илья Фомич Якубов воевал на Закавказском, Калининском, Северо-Западном, Брянском, 2-м и 1-м Прибалтийских, 3-м Белорусском фронтах. Всего совершил более 200 боевых вылетов на истребителях Як-1 и Як-3, провёл более 30 воздушных боёв, в которых лично сбил 10 самолётов противника и 1 в группе.
Указом Президиума Верховного Совета СССР «О присвоении звания Героя Советского Союза начальствующему составу Военно-Воздушных сил Красной Армии» от 22 февраля 1943 года за «образцовое выполнение боевых заданий командования на фронте борьбы с немецкими захватчиками и проявленными при этом отвагу и геройство» удостоен звания Героя Советского Союза с вручением ордена Ленина и медали «Золотая Звезда» (№ 817).
В 1945—1947 годах — лётчик-испытатель НИИ-1; участвовал в испытаниях нескольких авиационных двигателей. С марта 1947 года — лётчик-испытатель Лётно-исследовательского института (Жуковский Московской области). Участвовал в испытаниях ракетного самолёта «4302» в планёрном варианте, провёл ряд испытательных работ на самолётах Пе-2, Ту-2, Як-9 и Ил-10.
Майор И. Ф. Якубов погиб 18 сентября 1947 года при испытаниях опытного реактивного двигателя на летающей лаборатории Ту-2ЛЛ.

## Награды
- Медаль «Золотая Звезда» Героя Советского Союза (22.02.1943, № 817);
- орден Ленина (22.02.1943, № 12333);
- два ордена Красного Знамени (27.10.1942; 6.02.1943);
- медали.

## Память
- Похоронен на Введенском кладбище в Москве (11 уч.).
- В городе Монастырщина на Аллее Героев установлена стела.